# Meptazinol
El meptazinol es un analgésico opioide para uso en dolor moderado a severo. Como agonista del receptor opioide μ parcial, su actividad agonista/antagonista mixta da como resultado un menor riesgo de dependencia y abuso en comparación con los agonistas μ completos, como la morfina. El meptazinol no solo exhibe un inicio de acción breve, sino también una duración de acción más corta en relación con otros opioides.

## Descripción
El meptazinol es un polvo blanco o casi blanco. Muy soluble en agua y en alcohol metílico; libremente soluble en alcohol; muy poco soluble en acetona; se disuelve en soluciones diluidas de hidróxidos alcalinos. Se debe almacenar a una temperatura que no exceda los 25°.

## Uso
Es un fármaco de acción prolongada que se usa con mayor frecuencia para tratar el dolor en obstetricia (parto). Es de los opiáceos que en obstetricia es muy empleado por aplicación directa por una partera supervisora certificada.

## Efecto en el sistema respiratorio
Se ha afirmado que el meptazinol tiene un potencial relativamente de provocar depresión respiratoria, e incluso en sujetos sanos se reportó que produce una depresión respiratoria sustancialmente menor que la morfina o la pentazocina a dosis analgésicas habituales. Sin embargo, la depresión respiratoria sí ocurre en pacientes anestesiados que reciben meptazinol y los efectos sobre la respiración pueden ser similares a los de la morfina o la petidina. Los mecanismos compensatorios pueden entrar en juego después de las dosis repetidas de meptazinol, pero el uso intravenoso de meptazinol durante la anestesia debe considerarse con tanta precaución como con cualquier otro opioide.

## Uso en embarazo y lactancia
Embarazo
Los estudios de reproducción en animales no han mostrado evidencia de efecto teratogénico, sin embargo, no hay datos publicados sobre el uso del meptazinol en el embarazo temprano de hembras humanas. Hasta el momento los datos existentes provienen de ensayos clínicos que han investigado su uso como analgésico durante el trabajo de parto, la mayoría comparando el meptazinol con la petidina. Por lo tanto, no se dispone de datos sobre el riesgo de resultados adversos del embarazo que pueden ser el resultado de exposiciones durante etapas tempranas del embarazo. Dado que el meptazinol tiene una actividad mixta agonista y antagonista en los receptores opioides, se debe considerar la posibilidad de depresión respiratoria y abstinencia neonatal después del uso por parte de la madre en una fase cercana al parto.
Lactancia
Los analgésicos opiáceos solo deben usarse durante períodos cortos durante la lactancia. Debido a su efecto depresivo sobre la respiración, se debe tener especial cuidado con los niños con tendencia a la apnea. El meptazinol no requiere ninguna limitación en la lactancia siempre y cuando el médico tratante lo administre en dosis únicas.